# DOSEMU
DOSEMU är en MS-DOS-emulator för operativsystemet Linux. DOSEMU är fri programvara med öppen källkod, vilket betyder att vem som helst kan skapa sin egen version för något annat operativsystem. Operativsystemet som körs i emulatorn är vanligen en specialanpassad version av FreeDOS, som också är fri programvara, men DOSEMU har även testats på andra versioner av DOS.

## Säkerhet
En säkerhetsmässigt viktig skillnad mellan att köra DOS i emulator och att köra DOS installerat, är att man kan använda säkerhetsfunktioner i Linux för att skydda DOS. Eftersom alla DOS-filerna i DOSEMU ligger som enskilda filer även i Linux:s filsystem så kan man skydda enskilda filer precis som om det vore Linux eget system. Man kan alltså använda säkerhetslösningar i DOS-miljöer som inte ansågs behövas när MS-DOS utvecklades.
Här följer exempel på två kommandon som skrivskyddar och backup-kopierar autoexec.bat:
$ chmod 444 ./autoexec.bat
$ tar zcvf /backup/autoexec.bat.tar.gz ./autoexec.bat

## Versioner
Version 1.4 kom ut första halvåret 2007 och är den första stabila versionen som har fungerande stöd för bland annat det svenska alfabetet.